# Hrvatska bejzbolska reprezentacija
Hrvatska bejzbolska reprezentacija predstavlja državu Hrvatsku u športu bejzbolu.
Krovna organizacija: Hrvatski baseball savez
Trenutačni izbornik: Rick Johnston i Remo Cardinale.

## Nastupi na međunarodnim natjecanjima

### Nastupi naEP
- 1992.: 10. ("B" skupina)
- 1994.: 3. ("B" skupina)
- 1996.: 5. ("B" skupina)
- 1998.: 1. ("B" skupina, plasirali se u "A")
- 1999.: 11.
- 2000.: 1. ("B" skupina, plasirali se u "A")
- 2001.: 8.
- 2003.: 10.
- 2005.: 12.
- 2007.: 9. (u Antwerpenu u izlučnom natjecanju 2006. za sudjelovanje na EP - 1. mjesto)

### Nastupi naOI
Na ljetnim Igrama 2020. u Tokiju bejzbol će biti olimpijski šport. Vodstvo hrvatske bejzbolske reprezentacije slaže jaku momčad. Radi toga je zatražio HOO-a preporuku za prijam u hrvatsko državljanstvo četvorice bejzbolaša: Josea Alexandera Diaza Lezama iz Venezuele, profesionalnog bejbzolaša u SAD-u, Christophera Ciattija iz Venezuele, igrača-trenera BK Zagreba od 2017., te dvoje iz obitelji hrvatskih iseljenika, Ronalda Krsolovica, čiji je otac vrsni bejzbolski trener (radio u Hrvatskoj '90-ih), te Justina Olica iz Kanade, inače velike nada kanadskog bejzbola, nećaka hrvatskog nogometnog reprezentativca Ivice Olića.

## Postava na EP 2007.
Ernesto Pereira, Jason Pospishil, Neven Špoljarić, Josip Brozinić, Slobodan Gales, Damir Karin, Darijo Latković, Branko Nenadić, Mario Zdelar (svi "Kelteks"), Romeil Agladius,  Marko Pavlaković, James Summers, Michel Čurić, Dario Čusak, Matija Grofelnik, Dejan Marin, (svi "Zagreb"), Danijel Levak, Marin Farkaš, Goran Matijašec (svi "Vindija"), Ivan Račić, Goran Šupraha, Dario Colović, Matko Dabo i Sergej Vujnović (svi "Nada")